# Shaak Ti
Shaak Ti is een personage uit het Star Wars-universum, van het ras Togruta (net als Ahsoka Tano). Ze is te zien in Star Wars: Episode II: Attack of the Clones en in Star Wars: Episode III: Revenge of the Sith.

## Episode II: Attack of the Clones
Zij is voor het eerst te zien in Episode II als een lid van de jediraad. Zij vocht in de Slag om Geonosis met een lichtzwaard met een blauwe kling. De Slag om Geonosis is de eerste slag in de Kloonoorlogen.

## Star Wars The Clone Wars
Shaak Ti is tijdens de Kloonoorlogen meestal aanwezig op de planeet Kamino om de Clone Troopers te trainen. Vanaf seizoen 3 is ze te zien in de animatieserie van deze periode: Star Wars: The Clone Wars.

## Episode III: Revenge of the Sith - verwijderde scènes
Er zijn drie versies over haar dood: ofwel werd ze vermoord door Generaal Grievous ofwel dat ze vermoord werd door Darth Vader toen ze aan het mediteren was in de Jedi Tempel (van deze twee verwijderde sterfscènes is de eerste versie te zien op de dvd van Episode III en de tweede versie is te zien op de eerste blu-rayversie van de 'The Complete Star Wars Saga').

## Star Wars: The Force Unleashed
De laatste optie is dat ze vermoord werd door de leerling van Darth Vader. Deze derde en werkelijke sterfscène is te zien in het spel "The Force Unleashed". Shaak Ti, op de vlucht geslagen na Bevel 66, verblijft op de planeet Felucia samen met haar aangenomen Padawan Maris Brood. Daar confronteert Darth Vaders geheime leerling Galen Marek ('Starkiller') Jedimeester Shaak Ti. Aan het eind van het gevecht laat ze zich, zwaargewond, vallen in de reuze-Sarlacc genaamd de Ancient Abyss waarna ze een wordt met de Kracht. Deze derde versie van haar dood wordt erkend als de werkelijke sterfscène van de Jedimeester, en is goedgekeurd door George Lucas zelf.

## Strips (comics)
Star Wars: Clone Wars van Dark Horse Comics

## LEGO Star Wars
In de games van LEGO Star Wars verscheen Shaak Ti ook. In LEGO Star Wars: The Video Game en LEGO Star Wars: The Complete Saga is ze een speelbaar personage dat zichtbaar is in level twee, waarin de Jedi vechten tegen Battle Droids in de arena. Ze is hierin bewapend met haar blauwe lichtzwaard.